# HTC Wizard

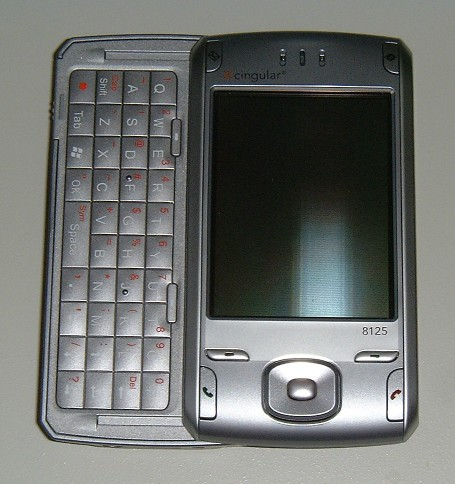

HTC Wizard，原廠型號HTC P4300，是台灣宏達電公司所推出的智慧型手機，搭載微軟 Windows Mobile 5，配備TI OMAP850 201MHz處理器，配有側滑動式QWERTY鍵盤，性能強大。2005年10月於歐洲首度發表。已知客製版本HTC P4300，Qtek 9100，Qtek A9100，Dopod 838，i-mate K-JAM，T-Mobile MDA Vario，O2 Xda Mini Pro，O2 Xda Mini S，Orange SPV M3000，Orange SPV M6000，Cingular 8125，Vodafone VPA Compact II，E-Plus Pocket PDA。

## 技術規格
- 處理器：TI OMAP850 195MHz
- 作業系統：Windows Mobile 5.0 PocketPC Phone Edition
- 記憶體：ROM：128MB，RAM：64MB
- 尺寸：108mm X 58mm X 23.7mm
- 重量：168g（含電池）
- 螢幕：QVGA 解析度、2.8 吋 TFT-LCD 平面式觸控感應螢幕
- 網路：GSM/EDGE
- 藍牙：Bluetooth 1.2
- Wi-Fi：IEEE 802.11 b
- 相機：130萬畫素相機，支援自動對焦功能
- 電池：1250mAh充電式鋰或鋰聚合物電池

## 外部連結
- HTC P4300 概觀
- HTC P4300 技術規格